# Fantom
Fantom, conhecida anteriormente como Fan, é uma linguagem de programação orientada a objeto, que pode ser usada para criar programas para JavaScript, Plataforma Java (JVM), e Plataforma .NET (CLI). A linguagem suporta programação funcional, desde closures até concorrência usando o modelo Actor. A linguagem possui tipagens estática e dinâmica, e usa chaves para delimitar blocos de código.

## Exemplos

### Programa Olá Mundo
```
class
 
HelloWorld

{

  
static
 
Void
 
main
()

  
{

    
echo
(
"Olá, Mundo!"
)

  
}

}

```

### Algoritmo de Trabb Pardo-Knuth
```
class
 
Tpk

{

  
static
 
Float
 
f
(
Float
 
t
)

  
{

    
return
 
t
.
abs
.
sqrt
 
+
 
5f
 
*
 
t
.
pow
(
3f
)

  
}

  
static
 
Void
 
main
()

  
{

    
a
 
:
=
 
(
0..10
).
map
 
{
 
Env
.
cur
.
in
.
readLine
?
.
toFloat
 
?
:
 
0f
 
}

    
a
.
eachr
 
|
t
,
 
i
|

    
{

      
y
 
:
=
 
f
(
t
)

      
echo
(
y
 
>
 
400
f
 
?
 
"$i TOO LARGE"
 
:
 
"$i $y"
)

    
}

  
}

}

```